# Capu Piscului (gmina Merișani)
Capu Piscului – wieś w Rumunii, w okręgu Ardżesz, w gminie Merișani. W 2011 roku liczyła 146 mieszkańców.